# Mirsad Kebo
Mirsad Kebo (Mostar, 22. rujna 1947.),  bosanskohercegovački političar i potpredsjednik Federacije Bosne i Hercegovine od 2007. do 2015.

## Mladost i djelovanje u gospodarstvu
Nedugo nakon njegovog rođenja, Kebina obitelj se iz Mostara preselila u Sarajevo. U Sarajevu je Kebo završio osnovnu školu i Treću gimnaziju, nakon čega se upisao na Prirodno-matematički fakultet u Sarajevu gdje je diplomirao kemiju. Potom je bio ravnatelj radne organizacije "LIPA" Sarajevo te ravnatelj Komunalnog javnog poduzeća "RAD" Sarajevo, gdje je na toj dužnosti bio 16 godina, uključujući i vrijeme rata u Bosni i Hercegovini. Prestaje se baviti gospodarstvom 1999. i posvjećuje se radu u politici.

## Politička djelatnost
Kebo je prvu političku dužnost dobio 1996., kada je izabran za predsjedavajućeg Skupštine Sarajevske županije. Tu dužnost obavljao je u dva mandata. Između 2000. i 2001. bio je župan Sarajevske županije. Nakon toga je dvije godine bio zastupnik u Zastupničkom domu Parlamenta FBiH gdje je bio član Povjerenstva za ljudska prava i potpredsjednik Odbora za stambeno-komunalne poslove i zaštitu čovjekove okoline.
U Vijeću ministara BiH pod poredsjedanjem Adnana Terzića, Kebo je imenovan ministrom za ljudska prava i izbjeglice 23. prosinca 2002. Na toj dužnosti je ostao do novog saziva Vijeća ministara 11. siječnja 2007.
Potom je bio angažiran kao UN-ov stručnjak na području ekologije. Obavljajući tu dužnost radio je na mnogim projektima kao što je zaštita čovjekove okoline. Izabran je za potpredsjednika Federacije Bosne i Hercegovine 2007., te ponovno 2011. Kebo je bio smatran sivom eminencijom SDA. U veljači 2013. napustio je stranku. Bio je kandidat za bošnjačkog člana Predsjedništva BiH na općim izborima 2014., no nije dobio izbore.
Ustavnom sudu Bosne i Hercegovine krajem 2014. i početkom 2015. dostavio preko 1000 dokumenata, za koje je naveo da su dokazi o zločinima nad Srbima, počinjenim od strane Bošnjaka za vrijeme agresije na Bosnu i Hercegovinu. Između ostalih među imenima u tim popisima je i Šefik Džaferović, potpredsjednik SDA, i predsjedavajući Parlamenta BiH. Kebo je dostavljanjem popisa uzburkao BH političku scenu, te još doprinio zatezanju odnosu na između RS i FBiH.

## Privatni život
Kebo je oženjen i ima dvoje djece.